# Khỉ đỏ colobus
Khỉ đỏ colobus là một loài khỉ Cựu thế giới thuộc phân chi Piliocolobus, chi Procolobus. Chúng có mối quan hệ gần gũi với khỉ colobus trắng và đen (chi Colobus) và vài loài thường được tìm thấy trong các nhóm với khỉ xanh. Loài Khỉ đỏ colobus Đông Phi thường bị loài tinh tinh thông thường săn bắt và ăn thịt.

## Phân bố
Loài này được tìm thấy ở miền Tây, miền Trung và Đông châu Phi, trong các khu rừng nhiệt đới ẩm ướt trừ loài khỉ đỏ colobus Zanzibar lại sống ở vùng cây bụi ven biển. Do mất môi trường sống, cùng tình trạng săn bắn nên hầu hết các phân loài của khỉ đỏ colobus nằm trong nhóm các loài đe dọa ở châu Phi  và là một trong 25 loài linh trưởng có nguy cơ tuyệt chủng cao nhất trên thế giới, được IUCN xếp vào các nhóm nguy cấp hoặc cực kỳ nguy cấp .

## Phân loại
Khỉ đỏ colobus được chia thành 10 phân loài theo khu vực sinh sống và đặc điểm màu sắc lông cũng như một số chi tiết về hình dáng.
- Procolobus badius: Khỉ đỏ colobus Đông Phi
- Procolobus pennantii: Khỉ đỏ colobus Pennant
- Procolobus epieni: Khỉ đỏ colobus Niger
- Procolobus preussi: Khỉ đỏ colobus Preuss
- Procolobus tholloni: Khỉ đỏ colobus Thollon
- Procolobus foai: Khỉ đỏ colobus Trung Phi
- Procolobus tephrosceles: Khỉ đỏ colobus Uganda
- Procolobus gordonorum: Khỉ đỏ colobus Uzungwa
- Procolobus kirkii: Khỉ đỏ colobus Zanzibar
- Procolobus rufomitratus: Khỉ đỏ colobus sông Tana

## Thức ăn
Thức ăn chủ yếu của khỉ đỏ colobus là lá cây non, hoa và cả trái cây xanh. Điều đặc biệt là dạ dày của khỉ colobus có thể tiêu hóa được một số loại lá cây có chứa độc tố (như xyanua) mà các loài khỉ khác không làm được